# Едлаз
Едлаз — река в России, протекает по Грязовецкому району Вологодской области. Устье реки находится в 10 км от устья Еды по левому берегу. Длина реки составляет 11 км.
Едлаз берёт исток в болоте южнее деревни Неклюдово (Перцевское муниципальное образование) в 14 км к востоку от Грязовца. Течёт на северо-восток, крупных притоков нет. На берегах реки расположены деревни Неклюдово, Малое Займище (левый берег); Волково (правый берег). Впадает в Еду рядом с деревней Кошкино.

## Данные водного реестра
По данным государственного водного реестра России относится к Двинско-Печорскому бассейновому округу, водохозяйственный участок реки — Северная Двина от начала реки до впадения реки Вычегда, без рек Юг и Сухона (от истока до Кубенского гидроузла), речной подбассейн реки — Сухона. Речной бассейн реки — Северная Двина.
Код объекта в государственном водном реестре — 03020100312103000006721.